# Università Popolare di Milano

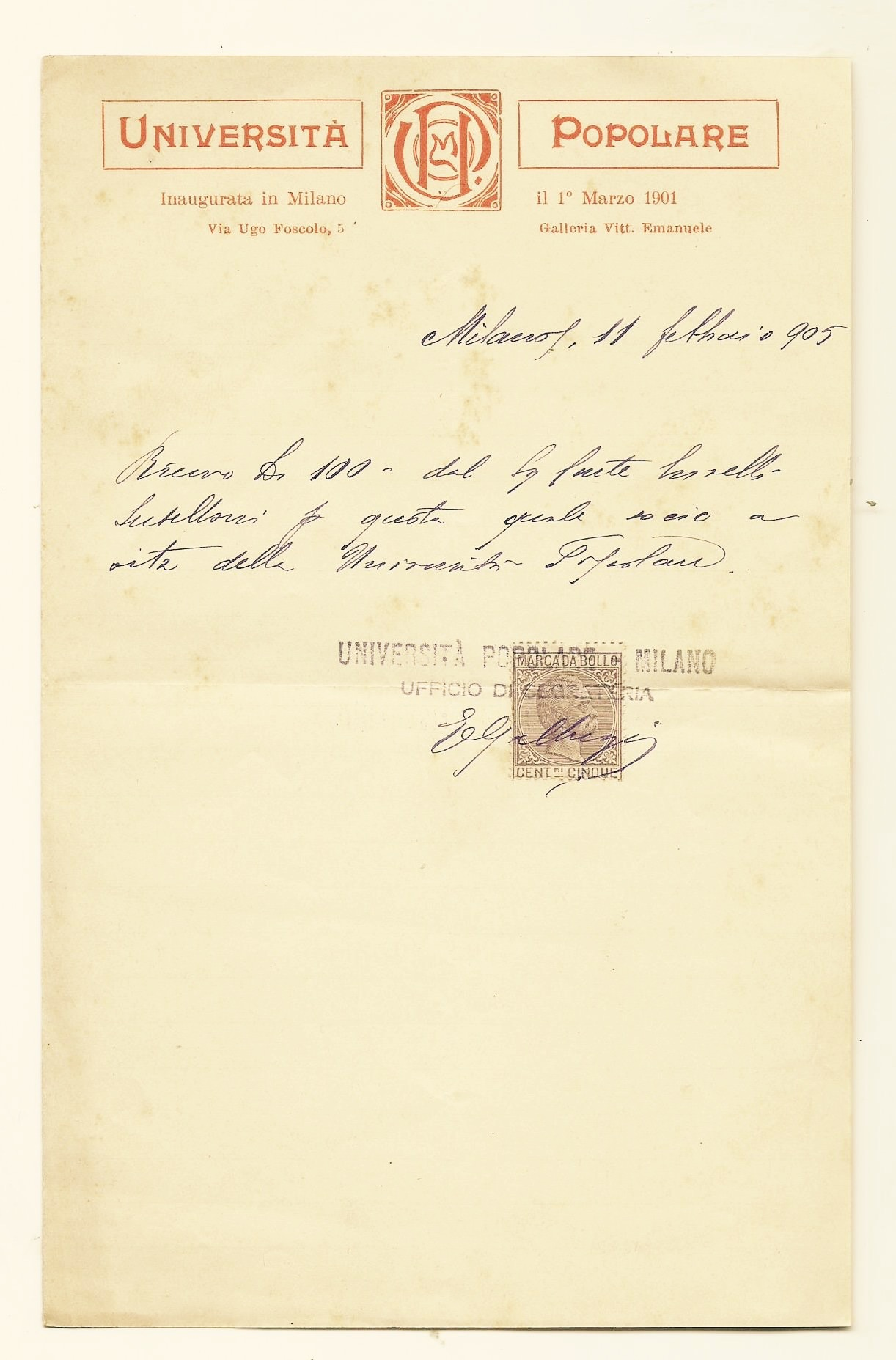
Documento di segreteria datato 1905 relativo all'iscrizione di un socio a vita

L'Università Popolare di Milano è un'università popolare, costituita in forma di associazione, fondata nel 1901.

## Storia
In seguito al diffondersi delle università popolari, il sodalizio nacque il 5 gennaio 1901 con lo scopo di "diffondere nelle classi popolari, con metodi moderni, l'istruzione scientifica, tecnica ed estetica, associata al concetto di civile educazione". Il fondatore fu Ettore Ferrari e la seduta inaugurale fu al Teatro Olimpia, con l'intervento di Gabriele d'Annunzio.

## Controversie
Dal 2013 è in corso una controversia con il Ministero della pubblica istruzione, riguardante la possibilità di rilasciare titoli accademici per una Università Popolare degli Studi di Milano che, pur non essendo accreditata in Italia, dice di essere affiliata ad università africane in Burkina Faso e Costa d'Avorio e, in maniera ambigua, si qualifica pure come Università popolare di Milano, anche se non è mai stato chiarito se sia davvero autorizzata a farlo. Nel 2016 l'Autorità garante della concorrenza e del mercato l'ha condannata per pubblicità ingannevole su Internet.